# Kate Clinton
Kate Clinton (Buffalo, Nueva York, 9 de noviembre de 1947)es una comediante estadounidense especializada en comentarios políticos desde un punto de vista gay/lésbico.

## Vida personal
Clinton nació en Buffalo, Nueva York. Se crio en una gran familia católica en el estado de Nueva York. Asistió a Le Moyne College, una pequeña universidad jesuita de artes liberales en Syracuse, Nueva York, y recibió su maestría en la Universidad Colgate en Village of Hamilton. Clinton fue profesora de inglés de escuela secundaria durante ocho años antes de convertirse en comediante.
Clinton vivió en la ciudad de Nueva York y Provincetown, Massachusetts, con su pareja Urvashi Vaid desde 1988 hasta la muerte de Vaid en 2022. Vaid fue directora ejecutivo del Grupo de Trabajo Nacional para Gays y Lesbianas (1988-1992) y posteriormente trabajó como activista y escritora.

## Trayectoria

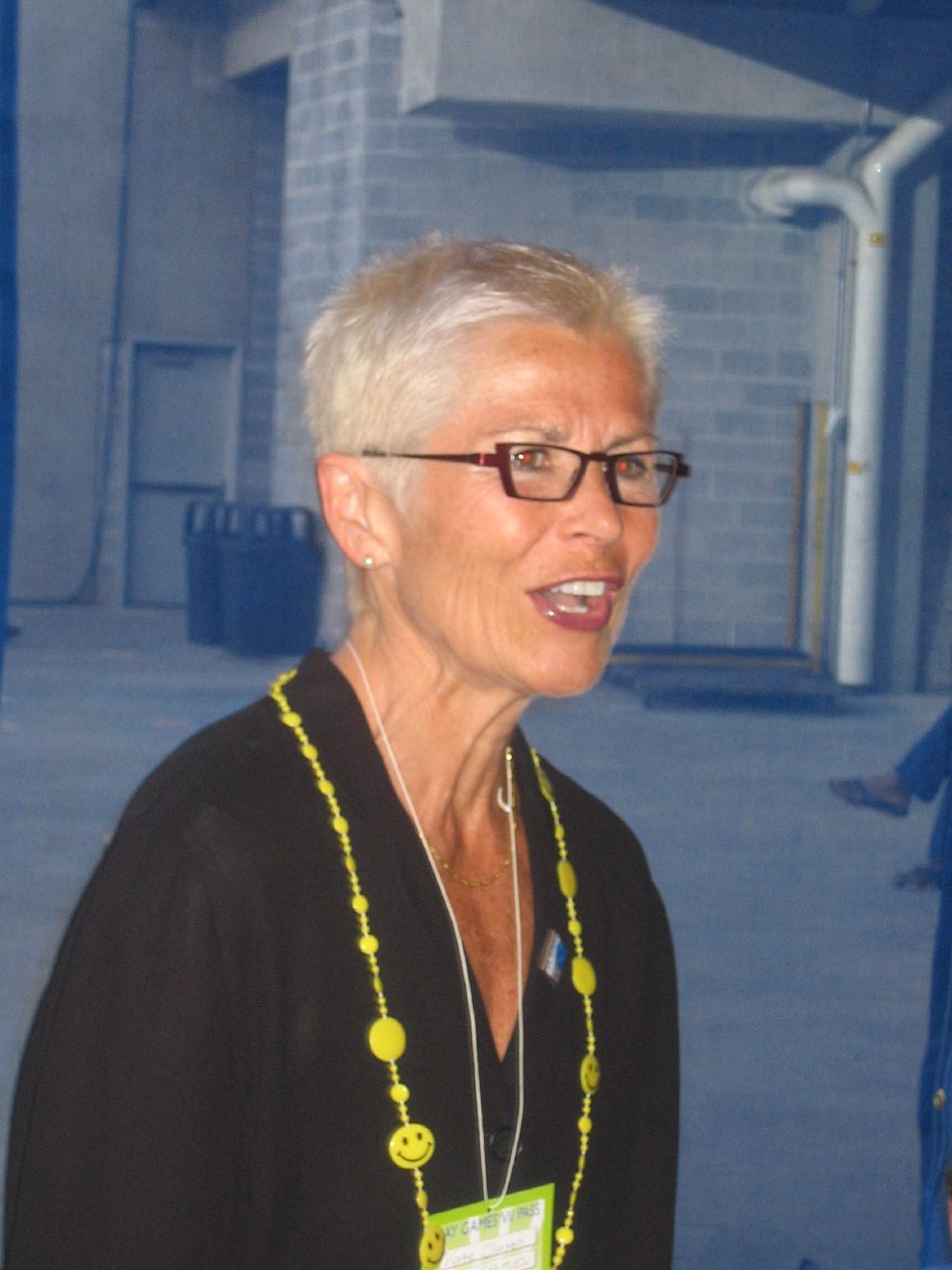
Clinton en Soldier Field durante la ceremonia de apertura de los Juegos Gay de 2006

Comenzó su carrera de comediante en 1981 utilizando su lesbianismo, catolicismo y la política actual para sus bromas. Clinton se describe a sí misma como una "fumerista" o humorista feminista.
Hizo apariciones en comedias y programas unipersonales como Lady Ha Ha, Climate Change, Correct Me If I'm Right, All Het Up y Kate's Out Is In.
Clinton ha escrito tres libros, Don't Get Me, Comenzó y Lo que L y yo te dijimos. 
En 1997, actuó en la edición inaugural del Festival de Comedia de We're Funny That Way! y apareció en el documental del festival en 1998.
Clinton tiene ocho CD, incluido Climate Change, y dos DVD disponibles.
Es columnista habitual de la revista mensual The Progressive y ha sido columnista de la revista nacional de noticias gay The Advocate. Sus blogs se pueden encontrar en The Huffington Post.
Ha realizado numerosas apariciones en televisión y se ha desempeñado como gran mariscal de los desfiles del orgullo gay. Cuando comenzó la invasión estadounidense de Afganistán, era comentarista a tiempo parcial en CNN.
La gira de Clinton de 2006 marcó su 25 aniversario como comediante profesional. 
Clinton trabaja ampliamente con organizaciones sin fines de lucro y de justicia social y ha sido maestra de ceremonias habitual en importantes eventos de recaudación de fondos y cenas para grupos como el Centro LGBT de Nueva York (en su Fiesta Anual en el Jardín), el Centro Nacional para los Derechos de las Lesbianas, la ACLU y Out & Equal., entre otros.
Clinton actuó en la gira True Colors Tour 2008 de Cyndi Lauper. Durante ese mismo año, realizó su gira de espectáculos unipersonales "Hilarity Clinton".
Clinton es una maestra de ceremonias habitual en la Cena de Premios Out & Equal Workplace y actuó en la Cena de Premios Workplace 2010 en Los Ángeles.